# Generación distribuida

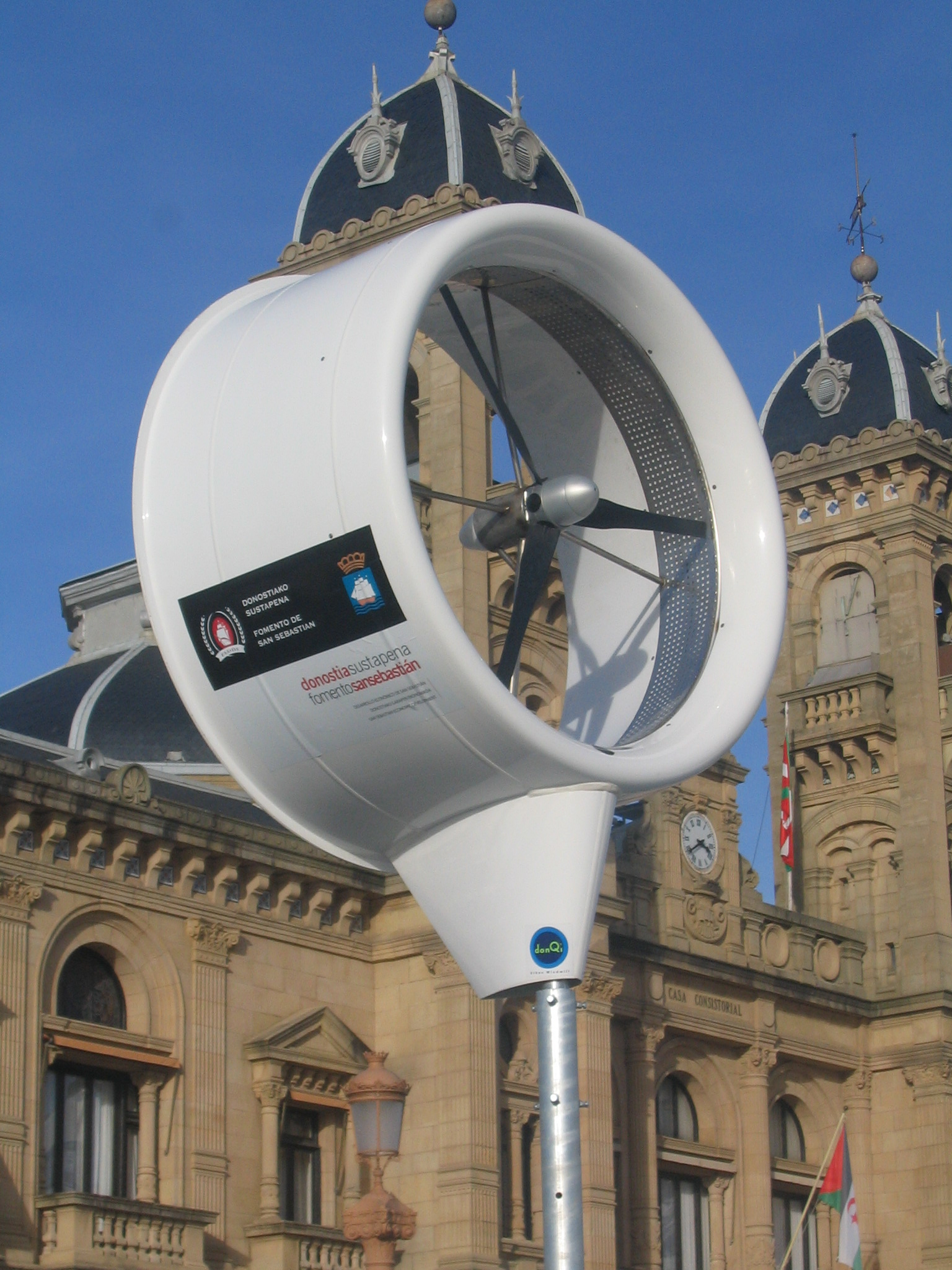
Generador eólico local en San Sebastián, España. 2010

La generación distribuida, también conocida como generación in-situ, generación embebida, generación descentralizada, generación dispersa o energía distribuida, consiste básicamente en la generación de energía eléctrica por medio de muchas pequeñas fuentes de energía en lugares lo más próximos posibles a las cargas.
La definición más global de la generación distribuida vendría a decir que es aquella que se conecta a la red de distribución de energía eléctrica y que se caracteriza por encontrarse instalada en puntos cercanos al consumo. Sus características generales son:
- Reducen pérdidas en la red, al reducir los flujos de energía por la misma.
- Su energía vertida no revierte flujos hacia la red de transporte.
- Suelen tener potencias inferiores a 3 kW aunque en general se suele decir que no sobrepasan 10 MW de potencia instalada.

## Evolución histórica
Actualmente, los países industrializados generan la mayoría de su electricidad en grandes instalaciones centralizadas, tales como centrales de combustible fósil (carbón, gas natural) nucleares o hidroeléctricas. Estas centrales son excelentes a escala de rendimientos económicos, pero transmiten la electricidad normalmente a muy grandes distancias, por lo que el rendimiento energético es bajo y el impacto medioambiental alto.
Las centrales eléctricas se ubican en lugares determinados en función de ciertos factores económicos, de seguridad, logísticos o medioambientales, entre otros, que provocan que la mayoría de las veces la energía se genere muy lejos de donde se consume.
Por ejemplo las centrales térmicas se construyen lejos de las ciudades por motivos de contaminación atmosférica e incluso lo más cerca posible de las zonas de obtención de los combustibles fósiles. Otro ejemplo son las centrales hidroeléctricas que han de colocarse en los curso de agua.
La generación distribuida da otro enfoque. Reduce la cantidad de energía que se pierde en la red de transporte de energía eléctrica ya que la electricidad se genera muy cerca de donde se consume, a veces incluso en el mismo edificio. Esto hace que también se reduzcan el tamaño y número de las líneas eléctricas que deben construirse y mantenerse en óptimas condiciones.
Las fuentes de energía con un plan de tarifa regulada (FIT) tienen bajo mantenimiento, baja contaminación y alta eficiencia. En el pasado, estos características requerían de ingenieros de operación y complejas plantas para reducir la contaminación. Sin embargo, los modernos sistemas embebidos pueden proporcionar estas características con operaciones automatizadas y energía renovable no contaminante, tales como la solar, eólica y la geotérmica. Esto reduce el tamaño de las plantas mejorándose la rentabilidad económica.
En los Estados Unidos, uno de los Estados pioneros en materia de legislación sobre la generación distribuida ha sido Colorado, que en 2010 promulgó una ley obligando a que en 2020 el 3% de la energía generada en Colorado utilice energía distribuida en alguna de sus formas.

### Sistemas fotovoltaicos

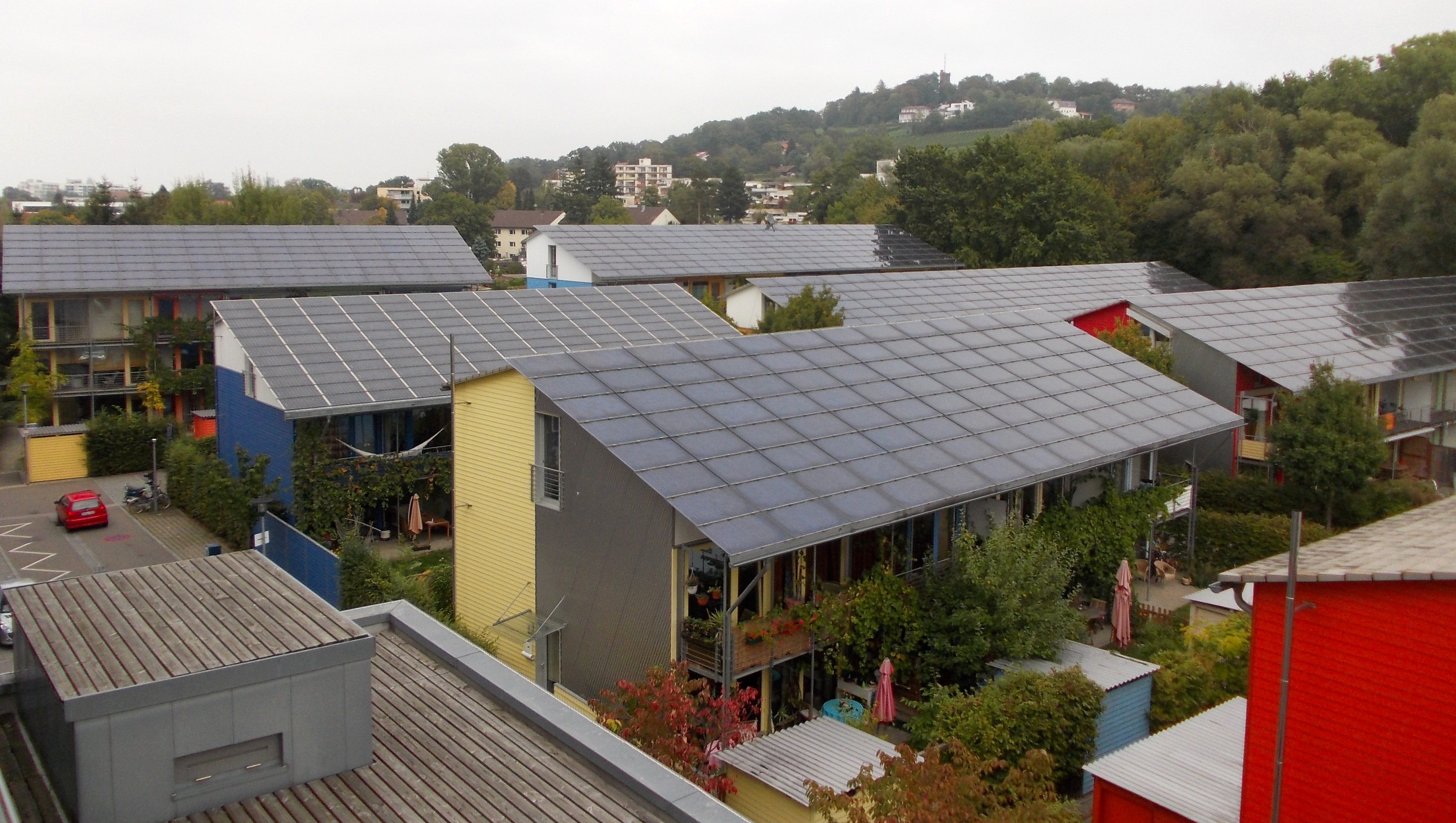
Viviendas sostenibles alimentadas mediante energía solar fotovoltaica en el barrio ecológico Solarsiedlung, en Vauban (Friburgo, Alemania).

Estado de la paridad de red de instalaciones solares fotovoltaicas alrededor del mundo:
Fuente: Deutsche Bank, Febrero de 2015